# لوئیس گارسیا (بازیکن فوتبال، زاده ۱۹۸۱)
لوئیس گارسیا (اسپانیایی: Luis García‎؛ زادهٔ ۶ فوریهٔ ۱۹۸۱) بازیکن سابق و مربی اهل فوتبال اسپانیا است.

## باشگاهی
از باشگاه‌هایی که در آن بازی کرده‌است می‌توان به باشگاه فوتبال رئال ساراگوسا، رئال مادرید کاستیا، رئال مورسیا، باشگاه فوتبال رئال مادرید سی، اسپانیول، رئال مایورکا، باشگاه فوتبال رئال مادرید، و اوپان اشاره کرد.

## تیم ملی
وی همچنین در تیم ملی فوتبال اسپانیا بازی کرده‌است.